# Keith Carroll
Keith Carroll est un patineur de vitesse sur piste courte américain.

## Biographie
Carroll décide de se mettre au patinage de vitesse sur piste courte en novembre 2010, après avoir participé aux championnats du monde de roller de vitesse.

## Carrière

### Roller de vitesse
Il représente les États-Unis à cinq éditions des championnats du monde de roller en ligne.

### Patinage de vitesse sur piste courte
En coupe du monde le 13 novembre 2018, il bat le record du monde du relais masculin aux côtés de Thomas Hong, John-Henry Krueger et J.R. Celski, avec un temps de 6 min 29 s 052, soit presque deux secondes de moins que l'ancien record, détenu par le Canada depuis 2012,.
Lors de la quatrième manche, l'équipe arrive en troisième position.